# كلاوس شميت (أستاذ جامعي ألماني)
كلاوس شميت (بالألمانية: Klaus Schmidt)‏ هو عالم آثار ألماني، ولد في 11 ديسمبر 1953 في فويشتفانغن في ألمانيا، وتوفي في 20 يوليو 2014 في جزيرة يوزدوم في بولندا بسبب نوبة قلبية.

## وصلات خارجية
- كلاوس شميت على موقع IMDb (الإنجليزية)